# Complotto Lorković-Vokić

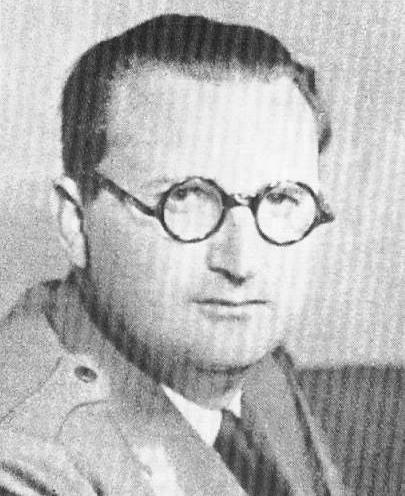
Mladen Lorković, ministro degli Interni

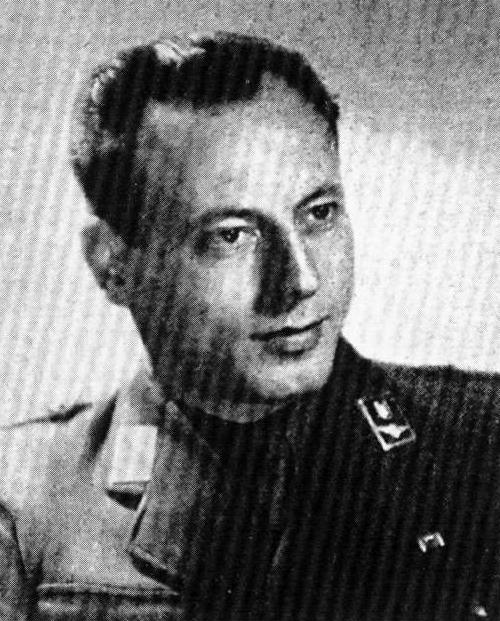
Ante Vokić, ministro delle forze armate

Il complotto Lorković-Vokić (in croato: Urota Lorković-Vokić) è stato un tentativo del ministro degli Interni Mladen Lorković e del ministro delle forze armate Ante Vokić di formare un governo di coalizione con il Partito Contadino Croato (HSS) nel 1944, con lo scopo di abbandonare le potenze dell'Asse e allineare lo Stato Indipendente di Croazia con gli Alleati attraverso l'aiuto della Guardia Interna Croata. Il complotto ha avuto origine dall'HSS e si concluse con arresti di massa e con l'esecuzione dei principali cospiratori, tra cui gli stessi Lorković e Vokić.

## Situazione in Europa
Il 24 agosto 1942 i tedeschi attaccarono Stalingrado. La battaglia di Stalingrado terminò il 2 febbraio 1943 con la sconfitta tedesca. Dopo quella vittoria, la guerra volse a favore dell'Unione Sovietica. L'invasione alleata della Sicilia fu lanciata il 9 luglio 1943, Benito Mussolini fu rovesciato e arrestato il 25 luglio. Lo stesso giorno, il re italiano Vittorio Emanuele III nominò Pietro Badoglio nuovo primo ministro italiano e, l'8 settembre 1943, firmò la capitolazione incondizionata dell'Italia. Il 6 giugno 1944 gli alleati lanciarono le operazioni di sbarco del D-Day sulla costa della Normandia.

### Tentativi di colpo di stato nelle nazioni dell'Asse
A causa delle sconfitte subite dalle forze dell'Asse, alcune nazioni nell'orbita dell'Asse cercarono di cambiare posizione. Il 1º agosto 1944, il leader filo-giapponese Plaek Phibunsongkhram fu estromesso in Thailandia. Il 23 agosto 1944, mentre l'Armata Rossa si avvicinava alla Romania, re Michele organizzò un colpo di stato contro il dittatore Ion Antonescu e si unì agli Alleati.
Subito dopo il colpo di stato in Romania, il Fronte Patriottico in Bulgaria rovesciò il governo bulgaro filo-tedesco il 2 settembre 1944. Tre giorni dopo, l'Unione Sovietica dichiarò guerra alla Bulgaria e occupò la regione nord-orientale, all'esercito bulgaro fu ordinato di non opporre alcuna resistenza. L'8 settembre 1944 la Bulgaria si unì agli Alleati.
Il 15 ottobre, il reggente d'Ungheria, Miklós Horthy, tentò di ottenere un armistizio con l'Unione Sovietica. In risposta, i tedeschi lanciarono l'operazione Panzerfaust, arrestarono Horthy e insiediarono Ferenc Szálasi, leader del partito fascista delle Croci Frecciate, come leader dell'Ungheria. Il paese avrebbe continuato a combattere contro l'Armata Rossa per l'Asse fino alla fine della guerra.

## Preparativi per il colpo di stato

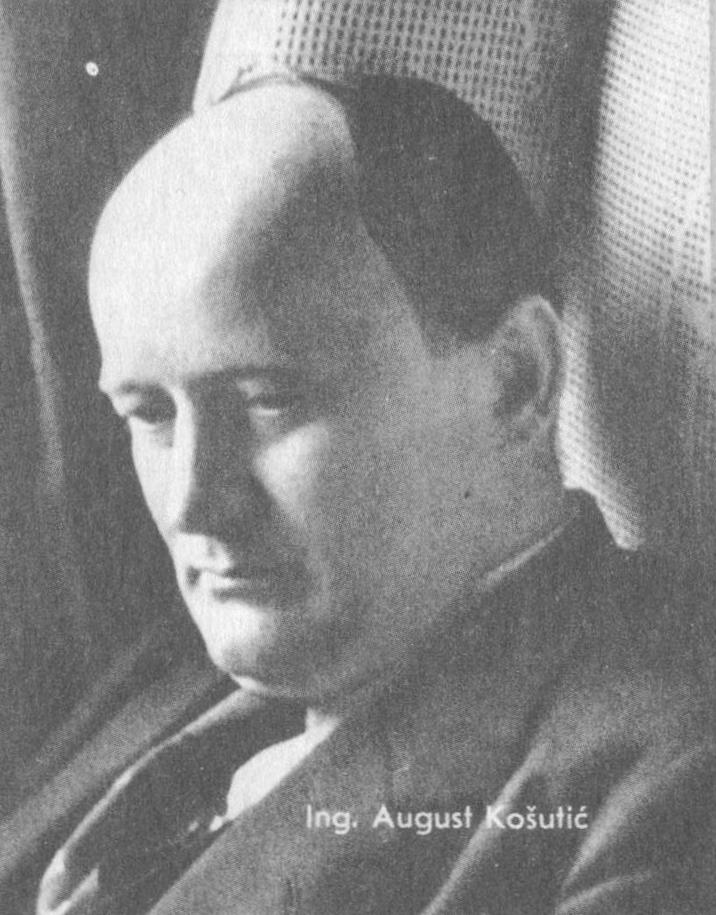
August Košutić, vicepresidente dell'HSS

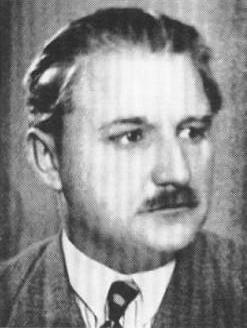
Ljudevit Tomašić, vicesegretario dell'HSS

Vladko Maček, presidente del Partito Contadino Croato durante la seconda guerra mondiale, pensò che gli inglesi avrebbero sostenuto lo stato croato democratico e anticomunista, in questo modo gli Alleati sarebbero sbarcati sulla costa della Dalmazia e avrebbero sostenuto il suo partito come democratico e anticomunista; inoltre sostenne anche che la Guardia Interna croata avrebbe appoggiato l'HSS una volta iniziata l'invasione della Dalmazia. Tuttavia, i cetnici dominati dai serbi di Draža Mihailovic avevano un piano sia contro i croati che contro i comunisti se si fosse verificata la prevista invasione alleata della Dalmazia. I tre membri della direzione dell'HSS, il vicepresidente August Košutić, Ljudevit Tomašić (vice segretario e rappresentante già in contatto con gli Alleati), e Ivanko Farolfi, furono incaricati di condurre le trattative con gli inglesi. Farolfi fu il più attivo e fu incaricato di mantenere i contatti con gli ufficiali dell'esercito croato, i leader di partito ed i servizi di intelligence stranieri.
Mladen Lorković escogitò un piano per disarmare l'esercito tedesco sul territorio dello Stato Indipendente di Croazia (NDH), insiediare il Partito Contadino Croato (HSS) come nuovo governo e chiamare tutti gli eserciti alleati a sbarcare sul territorio della Croazia (NDH): si pensò anche che l'HSS avrebbe impedito ai comunisti o al re Pietro II di salire al potere. Nel luglio 1944, Vokić tenne una riunione in cui sottolineò l'intenzione di disarmare le forze armate tedesche una volta che gli Alleati avessero invaso i Balcani.
I tedeschi erano consapevoli che la Croazia poteva unirsi agli Alleati. L'11 agosto, l'addetto della Luftwaffe a Zagabria riferì che l'esercito croato stava diventando sempre meno collaborativo nei confronti dei tedeschi, avendo anche notato una richiesta sempre maggiore di armi e munizioni dall'esercito tedesco. Lorković stabilì i contatti con i rappresentanti del Partito Contadino Croato in Croazia, Ivanko Farolfi, Ljudevit Tomašić e August Košutić.
La loro idea di un'invasione alleata della Dalmazia non si concretizzò, anche perché gli Alleati non avevano intenzione di sbarcare in Dalmazia. Winston Churchill fu solidale con l'idea di un'invasione alleata della costa croata e così iniziò una discussione con Josip Tito sulla possibile invasione della penisola istriana nell'agosto del 1944. I rappresentanti dell'HSS e della Guardia Interna croata offrirono solo promesse e i partigiani jugoslavi furono coinvolti nella guerra. Nella Conferenza di Teheran, i partigiani ottennero lo status di forza alleata. Gli inglesi non erano intenzionati a cooperare con i partigiani, e il loro coinvolgimento in Jugoslavia era già complicato poiché avevano a che fare sia con il governo reale jugoslavo in esilio che con i comunisti. Il coinvolgimento della Guardia Interna croata e dell'HSS avrebbe complicato ulteriormente la situazione.
I negoziatori croati con gli Alleati erano Tomo Jančiković, Zenon Adamić e Ivan Babić. Gli inglesi ebbero un incontro separato con loro. L'HSS pensò che i loro emissari avessero avuto successo nell'assicurare il piano di invasione dalmata. La nomina di Ivan Šubašić come primo ministro della Jugoslavia in esilio, così come l'offerta del generale Ivan Tomašević di mettere il suo esercito sotto il comando alleato una volta iniziata l'invasione, incoraggiò ulteriormente i cospiratori. Infine, il colpo di stato rumeno e l'avanzata delle truppe sovietiche li portarono a credere che gli Alleati avrebbero presto invaso la Dalmazia.

## Fine del complotto e arresti
Ante Pavelić, poglavnik dello Stato Indipendente di Croazia, pensò che i tedeschi avrebbero vinto la guerra con le "armi orribili". Il 30 agosto 1944 ebbe luogo un incontro e Pavelić accusò sia Lorković che Vokić del coinvolgimento nel complotto e di tradimento. Il vicepresidente del governo Džafer Kulenoviće e molti altri li difesero inutilmente.
Lorković e Vokić furono arrestati, insieme ad altre 60 persone. Lorković chiese a Pavelić di risparmiare i membri dell'HSS "come promesso", e Vokić li difese di fronte a Pavelić affermando che obbedirono a tutto ciò che fu ordinato loro di fare. Alcuni degli arrestati furono rilasciati, Lorković e Vokić furono processati, imprigionati e successivamente giustiziati.

## Cospiratori
- Mladen Lorković - Ministro degli affari interni;
- Ante Vokić - Ministro delle forze armate;
- Franjo Šimić - Generale della Guardia Interna croata (avrebbe dovuto salutare le forze inglesi e americane dopo il loro arrivo sulla costa dalmata);[11]
- Ivan Babić - tenente colonnello della Guardia Interna croata (inviò le informazioni sul colpo di stato agli Alleati in Italia,[12] in seguito disertò dalla Guardia Nazionale e si trasferì in Sud America);
- Petar Blašković - generale di fanteria della Guardia Interna croata;
- Ivan Mrak - Ex comandante della Legione dell'aeronautica militare croata;[13]
- Ivanko Farolfi - membro del Partito Contadino Croato;
- Ljudevit Tomašić - membro del Partito Contadino Croato;
- August Košutić - membro del Partito Contadino Croato.

### Approfondimenti
- (HR) Hrvoje Matković, Pismo Mladena Lorkovića iz kućnog pritvora poglavniku Anti Paveliću (Mladen Lorković's letter from the house confinement to Poglavnik Ante Pavelić) (PDF), in Časopis za suvremenu povijest, vol. 25, 2–3, Croatian Institute of History, 1993,  pp. 315-321. URL consultato il 21 gennaio 2020.